# Bolland & Bolland
Bolland & Bolland — нидерландский дуэт, состоявший из братьев Роба и Ферди Болландов (Rob Bolland; Роб, род. 17 апреля 1955; Ferdi Bolland; Ферди, род. 5 августа 1956; оба — Порт-Элизабет, ЮАР) — композиторов, исполнителей и продюсеров. Мировую известность братья Болланды получили как авторы песен «Rock Me Amadeus» австрийского певца Фалько и «You’re In the Army Now», позднее ставшей одним из главных хитов британской рок-группы Status Quo. Помимо этого, братья сотрудничали с такими исполнителями как Саманта Фокс, Сьюзи Кватро, Дана Интэрнешнл и другими.

## История

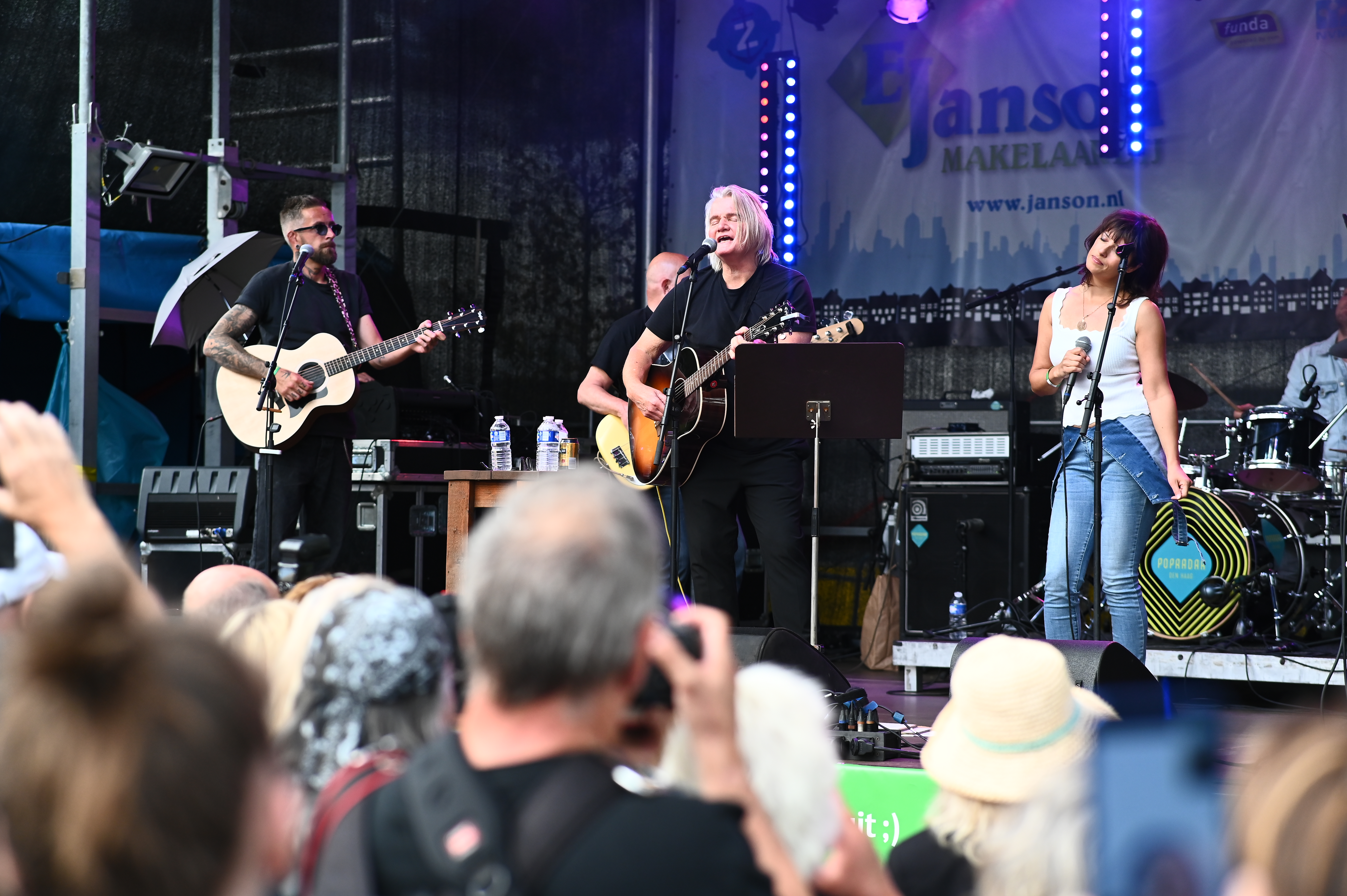
Роб Болланд в 2022 году

Как музыканты братья Болланды выпустили свой первый одноимённый альбом в 1975 году. Однако, первой популярной песней стала Wait For The Sun 1972 года, спетая в фолк-стиле капеллы Саймон и Гарфанкеля и их голландских прототипов Гринфилд и Кука. 
В 1976 году успех братьев начал ослабевать, и они обратились к электронному звучанию, ранним примером которого является сингл Spaceman, в 1978 г. ставший хитом в Нидерландах.
За пределами Нидерландов они сократили свои имя просто до Bolland и заявили о себе на международном уровне выходом концептуального альбома The Domino Theory (1981). Резкий и мелодичный альбом, спетый от лица пехотинца, несёт критический взгляд на холодную войну и международные вмешательства США. «You’re In The Army Now» стал маленьким хитом. На их родине в ЮАР он достиг № 9 в мае 1982 года. Успеху отчасти помог тот факт, что в ЮАР в то время была всеобщая воинская повинность. Фрэнсис Росси, солист группы Status Quo, как часто пишут в прессе, услышал песню на автобане в Германии. Он убедил свою группу её записать, и уже осенью 1986 года сингл достиг № 2 в Великобритании. Несмотря на этот факт музыкальной популярности песни, она всё же лучше всего понимается как часть оригинального альбома Болландов.
Братья являются владельцами Bolland Studios, расположенной в Бларикюм, Северная Голландия. Их студия одна из первых в Нидерландах разместила оборудование SSL SL4040 серии E.
В 1991 г. братья под собственным лейблом Dino записывают альбом The Bolland Project (Darwin The Evolution), в рамках которого Болланды собрали вокруг себя ряд поп-рок знаменитостей, таких как Колин Бланстоун, Иэн Гиллан, Фалько, Barclay James Harvest и др.
В 1997 году братья Болланды пишут, исполняют и готовят альбом под именем Daniella’s Daze (австралийский лейбл Roadrunner Records). Песни исполнила Daniella Porsius. Электронный рок-альбом был назван «Slut», имя вокалистки на обложке не указали. Только одна композиция — «100 % Jesus» — получила хорошую ротацию на радио в Австралии.
В 2003 г. написали и спродюсировали мюзикл «Три мушкетёра».

## Дискография

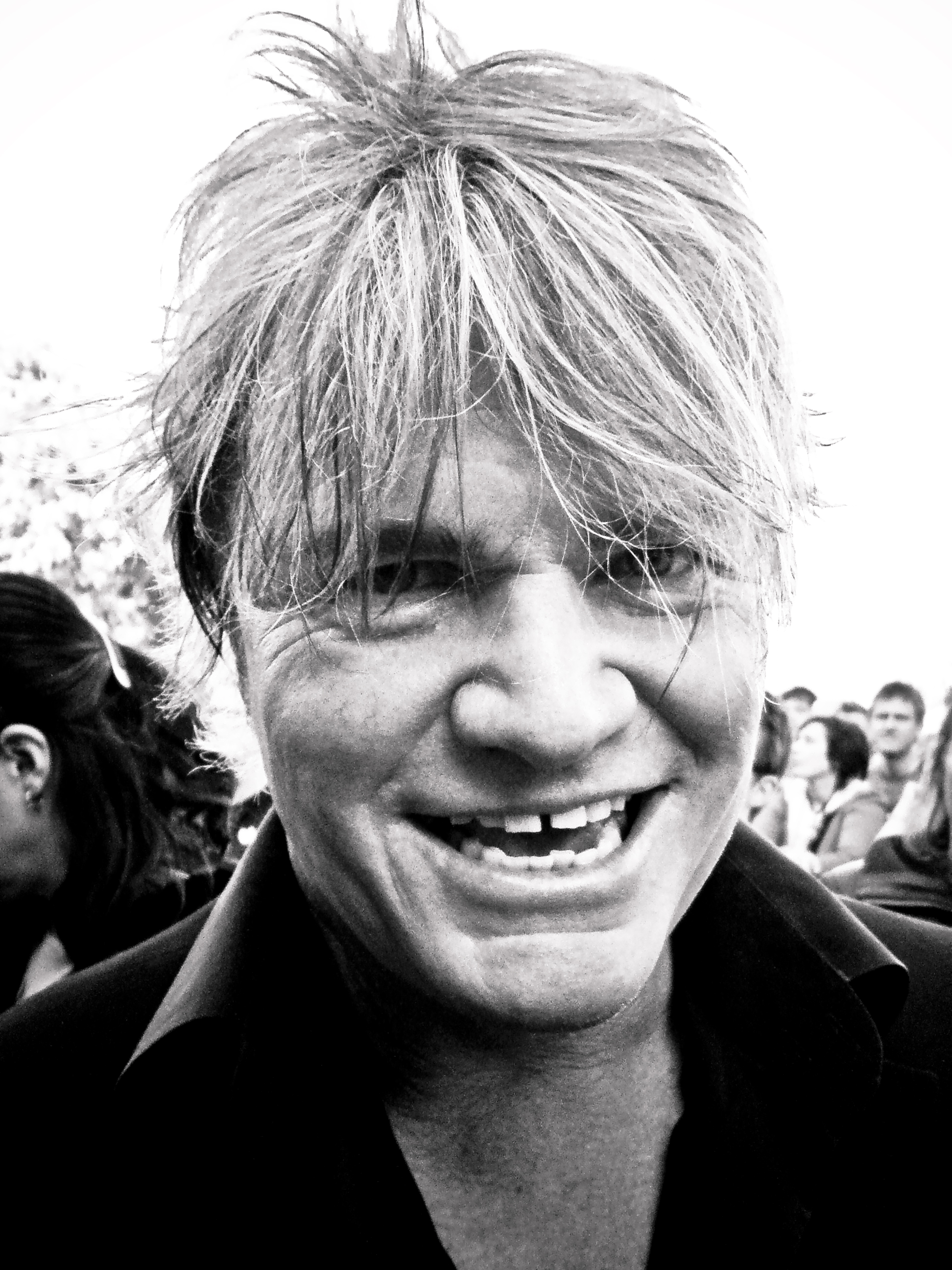
Роб Болланд на музыкальном фестивале Parkpop. Гаага, 2008 г.

### Альбомы
- 1972 — Florida
- 1975 — Bolland & Bolland
- 1981 — The Domino Theory
- 1984 — Silent Partners
- 1987 — Brotherology
- 1990 — Pop Art
- 1991 — Dream Factory
- 1991 — The Bolland Project (Darwin The Evolution)
- 1995 — Pure
- 1973 — Greatest Hits
- 1974 — The Best
- 1996 — Good For Gold (Best Of 1972—1978)

### Синглы
- 1972 — Summer Of '71
- 1972 — Wait For The Sun
- 1972 — Florida
- 1973 — Ooh La La
- 1973 — Leaving Tomorrow
- 1973 — I Won’t Go Anywhere
- 1974 — Mexico, I Can’t Say Goodbye
- 1974 — Train To Your Heart
- 1974 — Dream Girl
- 1975 — You Make Me Feel So High
- 1975 — Holiday
- 1976 — Souvenir
- 1976 — The Last Apache
- 1977 — Time Of Your Life
- 1978 — Spaceman
- 1978 — UFO (We’re Not Alone)
- 1978 — Hold On
- 1979(?) — Liverpool Eyes (???)
- 1979 — Colorado (Canta Xandra)
- 1979 — Melodrama
- 1980 — The Music Man
- 1980 — Way Back In The Sixties
- 1981 — You’re In The Army Now / Let’s Help A.R.V.I.N. Out / The Domino Theory Theme
- 1982 — Cambodia Moon
- 1983 — Heaven Can Wait / You’re In The Army Now (Special New Extended Version) 1984 / Ten American Girls / Night Of The Shooting Stars
- 1984 — Imagination / Night Of The Shooting Stars (A&M Records)
- 1984 — Imagination / The Boat (F1 Team)
- 1984 — Imagination / Feels So Good (Teldec)
- 1985 — The Boat / A Bordo / Le Bateau / Das Boot
- 1985 — The Boat (Remix) / All Systems Go Go
- 1987 — Tears Of Ice / Tears Of Ice (Instrumental)
- 1987 — Best Love Of My Life / Rhapsody In Rock
- 1988 — And The World Turns On (Remixes)
- 1989 — The Wall Came Tumbling Down (Remixes) / Stormwarning
- 1990 — Charge Of The Love Brigade (Club Mix)
- 1991 — The Lost Boys / Monty — A Place In The Sun
- 1991 — Broadcast News / Hollywood Kids
- 1991 — A Man With A Vision - Dream Factory / Summer Of `71 (Live-Version)
- 1992 — The Bolland Project — Stand Up / Is It Really True
- 1992 — The Bolland Project — Emma My Dear / For A Moment In Time
- 1992 — The Bolland Project — Hey Charly / For A Moment In Time
- 1994 — Love Somebody Now / Let’s Fly / No More Lies
- 1994 — The Good Die Young
- 1995 — A Few Good Men (Live-Version & Sing Along Version)
- 1996 — A Night With Sharon Stone / Timemachine
- 1997 — You’re In The Army Now (Remixes)
- 1998 — The Bolland Project — Tribute To Falco / We Say Goodbye / So Lonely

## Продюсерские и композиторские альбомы
- 1985 — Falco — Falco 3
- 1986 — Falco — Emotional
- 1986 — Amii Stewart — Amii
- 1987 — Roger Chapman — Techno-Prisoners
- 1988 — Samantha Fox — I Wanna Have Some Fun (2 песни)
- 1988 — Falco — Wiener Blut
- 1989 — Rudi Carell Show (1 песня: Laß Dich überraschen)
- 1989 — Vicky Larraz — Huracan (4 песни: Besame, Cables de alta tensión, Celos, Solo promesas)
- 1991 — Suzi Quatro — Oh, Suzi Q (включая новую версию «We Live Forever» из альбома «Brotherlogy»)
- 1992 — Goddess — The Sexual Album
- 1992 — Falco — Nachtflug
- 1995 — Fancy — Blue Planet Zikastar
- 1995 — Ahmex — The Wicked Album
- 1996 — Herman Brood — 50 The Soundtrack
- 1997 — B.E.D.
- 1997 — WOW! — Wild + Ondeugend
- 1997 — Daniella’s Daze — Slut
- 1998 — David Vermeulen — Same
- 1999 — Dana International — Free
- 1999 — Falco — Verdammt Wir Leben Noch
- 2000 — Follow That Dream — The Album
- 2000 — Babs (х/ф, Нидерланды) — саундтрек
- 2003 — Три мушкетёра (мюзикл, Нидерланды) (3 Musketiers)